# ليلة في دارالأوبرا
ليلة في دار الأوبرا: هو الألبوم الرابع لفرقة كوين وهي فرقه روك بريطانية، والذي صدر في عام 1975. شارك في إنتاجه روي توماس. وقد لقت ليلة في الأوبرا نجاحا تجاريا مشهودا في وقت إطلاقها، وقد تم التصويت علي الألبوم من قبل الجمهور.
بعد الانتهاء من الألبوم السابق للفرقة، شير هيرت أتاك، قام أعضاء فرقة كوين بجولة محلية صغيرة، ثم أخذت الفرقة إجازة قصيرة، والتي تضمنت حفل زفاف جون ديكون وذهاب بريان ماي إلى تنريفي لإتمام دراسته وأبحاثه في علم الفلك. بعد ذلك ذهبوا إلى الولايات المتحدة لقضاء عطلة في هاواي ثم زيارتهم الأولى إلى اليابان، والتي عادوا منها في مايو. ثم بدأوا في 24 أغسطس في استوديوهات في جنوب ويلز، أولى جلساتهم حيث سجلوا بعض مساراتهم الموسيقية في موضوعات مثل بيانو، البيس، والطبول، والكثير غير ذلك. ثم ذهبوا في رحلتهم إلى لندن.

## روابط خارجية
- ليلة في دارالأوبرا على موقع الموسوعة البريطانية (الإنجليزية)
- ليلة في دارالأوبرا على موقع أول موفي (الإنجليزية)